# Meenon
Die Town of Meenon ist eine von 21 Towns im Burnett County im US-amerikanischen Bundesstaat Wisconsin. Das U.S. Census Bureau hat bei der Volkszählung 2020 eine Einwohnerzahl von 1.212 ermittelt.
Town hat in Wisconsin eine grundlegend andere Bedeutung, als im übrigen englischsprachigen Bereich. Vielmehr entspricht sie den in den anderen US-Bundesstaaten üblichen Townships, die nach dem County die nächstkleinere Verwaltungseinheit bilden.

## Geografie
Die Town of Meenon liegt im Nordwesten Wisconsins und wird von Südosten nach Nordwesten vom Clam River durchflossen, einem linken Nebenfluss des in den Mississippi mündenden St. Croix River, der die Grenze zu Minnesota bildet.
Die geografischen Koordinaten des Zentrums der Town of Meenon sind 45°50′36″ nördlicher Breite und 92°20′10″ westlicher Länge. Sie erstreckt sich über eine Fläche von 86,2 km², die sich auf 82,6 km² Land- und 3,6 km² Wasserfläche verteilen.
Die Town of Meenon liegt im Zentrum des Burnett County und grenzt an folgende Nachbartowns:
| Town of Union   | Town of Oakland | Town of Jackson     |
| Town of Lincoln |                 | Town of Sand Lake   |
| Town of Daniels | Town of Siren   | Town of La Follette |

Im Süden der Town of Meenon befindet sich an der Grenze zu dem Ort Siren das Burnett County Government Center. Im Nordwesten liegt der vollständig von der Town of Meenon umgebene selbstständige Ort Webster.

## Verkehr
Der Wisconsin State Highways 35 verläuft in Nord-Süd-Richtung durch die Town of Meenon. Der Wisconsin State Highway 70 verläuft in West-Ost-Richtung durch die Town. Alle weiteren Straßen sind untergeordnete Landstraßen, teils unbefestigte Fahrwege sowie innerörtliche Verbindungsstraßen.
Durch die Town of Meenon verläuft in Nord-Süd-Richtung mit dem Gandy Dancer State Trail ein als Rail Trail bezeichneter kombinierter Wander- und Fahrradweg auf der Trasse einer stillgelegten Eisenbahnstrecke. Der Name des Wegs geht auf das Slangwort Gandy Dancer zurück, womit ein Eisenbahnarbeiter bezeichnet wurde.
Mit dem Burnett County Airport befindet sich im Süden der Town of Meenon, gegenüber dem Countyverwaltungsgebäude, ein kleiner Flugplatz. Der nächste Großflughafen ist der Minneapolis-Saint Paul International Airport (170 km südwestlich).

## Bevölkerung
Nach der Volkszählung im Jahr 2010 lebten in der Town of Meenon 1163 Menschen in 487 Haushalten. Die Bevölkerungsdichte betrug 14,1 Einwohner pro Quadratkilometer. In den 487 Haushalten lebten statistisch je 2,27 Personen.
Ethnisch betrachtet setzte sich die Bevölkerung zusammen aus 91,2 Prozent Weißen, 0,3 Prozent Afroamerikanern, 4,2 Prozent amerikanischen Ureinwohnern, 0,4 Prozent Asiaten, 0,1 Prozent (eine Person) Polynesiern sowie 0,3 Prozent aus anderen ethnischen Gruppen; 3,4 Prozent stammten von zwei oder mehr Ethnien ab. Unabhängig von der ethnischen Zugehörigkeit waren 0,4 Prozent der Bevölkerung spanischer oder lateinamerikanischer Abstammung.
22,4 Prozent der Bevölkerung waren unter 18 Jahre alt, 58,7 Prozent waren zwischen 18 und 64 und 18,9 Prozent waren 65 Jahre oder älter. 46,9 Prozent der Bevölkerung war weiblich.
Das mittlere jährliche Einkommen eines Haushalts lag bei 46.016 USD. Das Pro-Kopf-Einkommen betrug 22.222 USD. 16,8 Prozent der Einwohner lebten unterhalb der Armutsgrenze.